# باتانغاس
باتانغاس هي مقاطعة في الفلبين، تتبع كالابارزون، بلغ عدد سكانها 2٬694٬335 نسمة، في 2015، عاصمتها مدينة باتانجاس، تبلغ مساحتها 3٬119٫75 كيلومتر مربع، رمزها البريدي هو 4200–4234.

## الموقع
تشترك في الحدود مع:
- كزون
- ماريندوك.

## التقسيمات الإدارية
- مدينة باتانجاس
- ليبا
- تاناوان
- Agoncillo, Batangas [الإنجليزية]‏
- Alitagtag [الإنجليزية]‏
- Balayan [الإنجليزية]‏
- Balete, Batangas [الإنجليزية]‏
- Bauan [الإنجليزية]‏
- Calaca, Batangas [الإنجليزية]‏
- Calatagan [الإنجليزية]‏
- Cuenca, Batangas [الإنجليزية]‏
- Ibaan [الإنجليزية]‏
- Laurel, Batangas [الإنجليزية]‏
- Lemery, Batangas [الإنجليزية]‏
- Lian, Batangas [الإنجليزية]‏
- Lobo, Batangas [الإنجليزية]‏
- Mabini, Batangas [الإنجليزية]‏
- Malvar [الإنجليزية]‏
- Mataasnakahoy [الإنجليزية]‏
- Nasugbu [الإنجليزية]‏
- Padre Garcia [الإنجليزية]‏
- Rosario, Batangas [الإنجليزية]‏
- San Jose, Batangas [الإنجليزية]‏
- San Juan, Batangas [الإنجليزية]‏
- San Luis, Batangas [الإنجليزية]‏
- San Nicolas, Batangas [الإنجليزية]‏
- San Pascual, Batangas [الإنجليزية]‏
- Santa Teresita, Batangas [الإنجليزية]‏
- Santo Tomas, Batangas [الإنجليزية]‏
- Taal, Batangas [الإنجليزية]‏
- Talisay, Batangas [الإنجليزية]‏
- Taysan [الإنجليزية]‏
- Tingloy [الإنجليزية]‏
- Tuy, Batangas [الإنجليزية]‏.

## أعلام
- نيلز كريستيانسن
- جيمس إتش بولك